# Yuve Yuve Yu
Yuve Yuve Yu – debiutancki singiel mongolskiego zespołu folkmetalowego The HU, pochodzący z albumu The Gereg. Okazał się sukcesem, zdobywając w serwisie internetowym YouTube ponad 36 000 000 wyświetleń oraz docierając do 2 miejsca na amerykańskiej liście World Digital Song Sales.